# Hypostomus peckoltoides
Hypostomus peckoltoides är en fiskart som beskrevs av Zawadzki, Weber och Carla Simone Pavanelli 2010. Hypostomus peckoltoides ingår i släktet Hypostomus och familjen Loricariidae. Inga underarter finns listade i Catalogue of Life.